# Dhoruba al-Mujahid bin Wahad
Dhoruba al-Mujahid bin Wahad (nascido com o nome de Richard Earl Moore; 1945) é um escritor e ativista norte-americano, ex-prisioneiro, líder do Partido dos Panteras Negras, e cofundador do Exército de Libertação Negro (Black Liberation Army, BLA). Dhoruba, na língua suaíle, significa "a tempestade".

## Primeiros anos
Richard Earl Moore já havia cumprido três anos de uma sentença de cinco anos na Prisão Comstock quando soube que Malcolm X fora assassinado. Moore, que tinha um registro disciplinar instável em Comstock, sentia que a Nação do Islã era dogmática e valorizava mirmidões em vez de pensadores livres, porém ele admirava Malcolm X, quem ele sentia "não ser só uma gravata borboleta, uma cabeça falante. Ele era engraçado; ele era arguto; ele era analítico." Moore tinha lido os ensinamentos e discursos de Malcolm X e havia considerado se juntar ao exército de Malcolm X após sair da prisão, e ficou chocado com sua execução pública. Assim como muitos outros, tanto negros quanto brancos, Moore acreditou que Malcolm fora assassinado por uma combinação de inimigos na Nação do Islã e ação policial, e decidiu que o melhor jeito de honrar o legado de seu herói era "pensar como Malcolm X, pegar sua mensagem e aplicá-la a sua realidade diária." Consequentemente, Moore se converteu ao islã, assumiu o nome Dhoruba al-Mujahid bin Wahad, e começou a ler material político, incluindo tanto não ficção (como A História do Declínio e Queda do Império Romano de Edward Gibbon e O Capital de Karl Marx) assim como ficção histórica (como Exodus de Leon Uris e romances sobre Átila, o Huno e Genghis Khan).

## O tiroteio
No dia 19 de maio de 1971, Thomas Curry e Nicholas Binetti, dois oficiais do Departamento de Polícia de Nova Iorque que estavam vigiando a casa de Frank S. Hogan, o promotor de Manhattan, receberam disparos de uma metralhadora em sua direção vindos de um carro. Os policiais sobreviveram, mas foram gravemente feridos, sustentando tiros na cabeça, pescoço, tórax e abdômen.
Os tiros ocorreram durante um período de intensa violência entre organizações de ativismo negras e o departamento de polícia de Nova Iorque. Dois dias depois, os policiais Waverly Jones e Joseph Piagentini foram baleados e mortos fora de um conjunto habitacional no Harlem.
Wahad foi preso e inicialmente acusado de roubar um clube social no South Bronx, e depois foi acusado de tentativa de assassinato contra Curry e Binetti. O documentário Passin' It On de Jon Valadez sobre o caso de Dhoruba revelou, através de documentos do FBI e relatos de testemunhas oculares que o The South Bronx Social Club estava executando um cartel de drogas ilegais e era um lugar conhecido onde a polícia recebia subornos. Dhoruba e outros membros do BLA tentaram impedir as drogas de serem empurradas para dentro de sua vizinhança.
O primeiro julgamento de Wahad terminou em um júri suspenso; o segundo em anulação. Dois anos mais tarde, em 1973, seu terceiro julgamento resultou em um veredicto de culpado; ele foi condenado a cumprir de 25 anos à prisão perpétua.

## Prisão e libertação
Wahad passou um total de dezenove dias na prisão. Enquanto estava encarcerado, soube de audiências no Congresso que revelaram a existência de uma operação secreta do FBI conhecida como COINTELPRO. Em dezembro de 1975, entrou com uma ação contra o FBI e o departamento de polícia da cidade de Nova Iorque.
Como resultado direto da sua ação, nos quinze anos seguintes o FBI divulgou mais de 300.000 páginas de documentos relativos à COINTELPRO. Os documentos foram a base sobre a qual Wahad recorreu da condenação, e em 15 de março de 1990, o juiz Peter J. McQuillan da Suprema Corte de Nova Iorque em Manhattan a reverteu, determinando que a promotoria não divulgou provas que poderiam ter ajudado a defesa do Sr. Wahad.
Enquanto o promotor do Distrito de Manhattan Robert M. Morgenthau declarou que planejava recorrer da decisão e obteria um novo julgamento caso seu recurso falhasse, Wahard foi solto e liberado sem fiança.
A tentativa de Morgenthau de recorrer foi rejeitada pela Divisão de Apelação da Suprema Corte de Nova Iorque, e no dia 20 de janeiro de 1995, o gabinete da promotoria do distrito de Manhattan declarou que não haveria novo julgamento, indicando que a condição atual da evidência tornaria isso impossível.

## Ações judiciais
Em 1995, o FBI se resolveu com Wahad fora do tribunal; o governo dos EUA lhe pagou $400.000.
Em 4 de dezembro de 2000, o processo de Wahad contra o departamento de polícia de Nova Iorque, buscando $15 milhões em indenização, estava marcada para começar. Em 8 de dezembro de 2000, a cidade de Nova Iorque decidiu encerrar uma batalha de 25 anos e concordou em pagar a Wahad um adicional de $490.000 em danos.

## Resultado
Wahad se mudou para Accra, no Gana, onde se organizou no pan-africanismo e no sistema prisional. Usando os fundos de seus acordos para danos pessoais com o FBI e a cidade de Nova Iorque, ele estabeleceu a Campanha para Libertar Prisioneiros Políticos Negros e Neo-Africanos (anteriormente a Campanha para Libertar Prisioneiros Políticos e Prisioneiros de Guerra Negros) e fundou o Instituto para o Desenvolvimento de Políticas Pan-Africanistas no Gana.
Ele atualmente mora na cidade de Nova Iorque e continua o seu trabalho.

### Livros
- Dhoruba al-Mujahid bin Wahad, Mumia Abu-Jamal & Assata Shakur (1993). Still Black, Still Strong. [S.l.: s.n.] ISBN 0-936756-74-8

### Ensaios
- Dhoruba al-Mujahid Bin-Wahad (2005). «The Ethics Of Black Atonement In Racist America: The Execution Of Stanley Tookie Williams». 4StruggleMag
- Dhoruba al-Mujahid Bin-Wahad (2013). «Assata Shakur, Excluding the Nightmare After the Dream». I Mix What I Like

### Livros
- Nelson Blackstock (1988). The FBI's Secret War on Political Freedom. [S.l.: s.n.] ISBN 0-87348-877-6
- Dhoruba al-Mujahid bin Wahad, Mumia Abu-Jamal & Assata Shakur (1993). Still Black, Still Strong. [S.l.: s.n.] ISBN 0-936756-74-8
- Joy James (2003). Imprisoned Intellectuals: America's Political Prisoners Write on Life, Liberation, and Rebellion. [S.l.: s.n.] ISBN 0-7425-2027-7
- T.J. English (2011). The Savage City: Race, Murder, and a Generation On the Edge. [S.l.: s.n.] ISBN 978-0-06-182455-5
- Seestah Imahkus (2011). (One Africa): ABABIO: A 21st Century Anthology of African Diasporan Returnees to Ghana. [S.l.: s.n.] ISBN 9988-8089-3-3

### Revistas e Jornais
- Ronald Sullivan (1990). «After 17 Years, Panther Conviction Is Upset». The New York Times
- Robert D. Mcfadden (1991). «State Appeals Court Narrows Right to a New Trial When Evidence Is Withheld». The New York Times
- Alan Feuer (2000). «Defiant Ex-Black Panther Sues Defiant New York Police». The New York Times
- Benjamin Weiser (2000). «City Agrees to Settle Suit By Former Panther Leader». The New York Times
- Amy Goodman (2000). «Cointel Pro 25 Years Later: New York Settles with Former Black Panther who was Wrongly Imprisoned». Democracy Now

### Filmes
- Produced and edited by Chris Bratton and Annie Goldson (1990). Framing the Panthers in Black and White: Dhoruba Bin Wahad, the Black Panther Party and the FBI's Counter-intelligence Program. [S.l.]: Published by Pressa. Distributed by Media Network, U.S. (documentary that charts the FBI's covert campaign against the Black Panther Party, focusing on the story of one of its targets, Dhoruba Bin Wahad). OCLC 23442740
- Directed by John J. Valdez, Music Composed by David Earle Johnson (1993). Passin' it On. [S.l.]: Published by Docurama, New York. Distributed by New Video Group. (Documentary about a man in search of justice who is wronged by the nation with which he is at odds. The film also offers startling insight into the role of the Black Panther Party in social change). ISBN 978-0-7670-9074-2. OCLC 70794128

### Música
- Human, Earth, Animal Liberation (HEAL) (2001). «Dhoruba bin Wahad». Resist and Exist